# Jacques Goimard
Jacques Goimard (La Couronne, Francia, 31 de mayo de 1934 - 25 de octubre de 2012) fue un escritor francés de ciencia ficción y antologías de fantasía. Fue también un ensayista.
Enseñó en la escuela secundaria Henry VI, antes de enseñar historia y cine en la Universidad de París I y en la Universidad de París VII.
Escribió diversas antologías, ensayos y novelas. También escribió críticas de películas y en revistas de ficción y Métal hurlant en el diario Le Monde.